# 600 Milhas de Charlotte
O Coca-Cola 600, chamada também de 600 Milhas de Charlotte é uma corrida de 600 milhas (970 km) realizada na Charlotte Motor Speedway em Concord, Carolina do Norte às vésperas do Memorial Day estadunidense na Monster Energy NASCAR Cup Series, no fim de maio.

Traçado de Charlotte Motor Speedway

O evento, que teve sua edição inaugural em 1960, tornou-se a primeira corrida a ser realizada na Charlotte Motor Speedway e é a mais longa corrida no calendário da NASCAR com 600 milhas (970 km), serve de contraponto ao evento das 500 Milhas de Indianápolis. Também possui condições temporais exclusivas pelo fato de que a corrida muda drásticamente do início ao fim. Começa por volta das 18:20 local e a pista é banhada por luz solar durante 1/3 da corrida. Os 2/3 de duração da competição acontecem ao anoitecer e no terço final os pilotos correm sob as luzes artificiais.
Seu formato é similar ao Atlanta Motor Speedway e do Texas Motor Speedway, possui 1,5 milhas (2,4 km) de extensão com inclinações nas curvas de 24° e de 5° nas retas e possui uma capacidade para 217 mil espectadores.

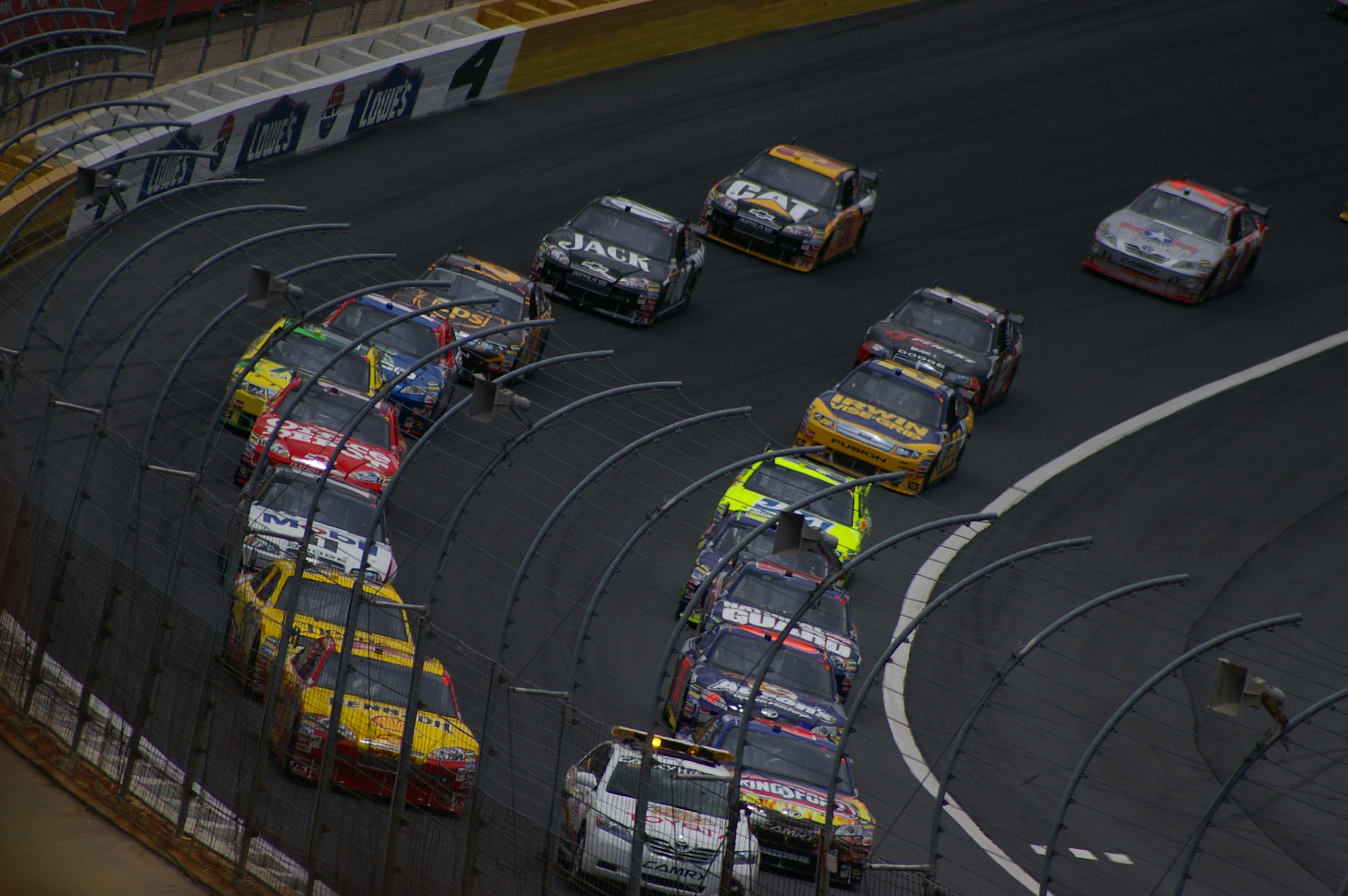
Foto da curva 4 nas 600 Milhas de Charlotte de 2009.

Nos dias atuais, a corrida é feita em paralelo com as tradicionais 500 Milhas de Indianápolis, todavia, em termos históricos, pilotos regulares da NASCAR participaram de duas corridas no mesmo ano, incluindo Bobby Allison, Donnie Allison, Cale Yarborough e LeeRoy Yarbrough. Num período a partir de 1974–1992, os dois eventos foram programados para o mesmo dia e mesmo tempo de partida, tornando impossível a participação dos eventos.
Os pilotos começaram a competir na Indy 500 e nas 600 Milhas em  Charlotte no mesmo dia. Desde 1993, a Coca-Cola 600 foi agendada à noite no mesmo dia que a Indy 500(que inicia-se no período diurno), ocorre de forma cíclica, inscrições de pilotos que conciliam os ovais de Indianápolis e Charlotte e voam em helicópteros para chegar na corrida da NASCAR, na conclusão das 500 Milhas de Indianápolis. John Andretti, Tony Stewart, e Robby Gordon, tentaram a façanha, com Kurt Busch, sendo o último em 2014. Em 2001, Tony Stewart tornou-se o primeiro piloto a completar a distância de corrida completa 1 100 milhas (1 800 km) em ambas as corridas no mesmo dia.

## Vencedores
| Ano  | Piloto           | Equipe               | Marca      | Tempo da corrida | Velocidade média (em Mph) |
| ---- | ---------------- | -------------------- | ---------- | ---------------- | ------------------------- |
| 1960 | Joe Lee Johnson  | Paul McDuffie        | Chevrolet  | 5:34:06          | 107.735                   |
| 1961 | David Pearson    | John Masoni          | Pontiac    | 5:22:29          | 111.633                   |
| 1962 | Nelson Stacy     | Holman-Moody         | Ford       | 4:46:44          | 125.552                   |
| 1963 | Fred Lorenzen    | Holman-Moody         | Ford       | 4:31:52          | 132.417                   |
| 1964 | Jim Paschal      | Petty                | Plymouth   | 4:46:14          | 125.772                   |
| 1965 | Fred Lorenzen    | Holman-Moody         | Ford       | 4:55:38          | 121.722                   |
| 1966 | Marvin Panch     | Petty                | Plymouth   | 4:26:35          | 135.042                   |
| 1967 | Jim Paschal      | Frieden              | Plymouth   | 4:25:02          | 135.832                   |
| 1968 | Buddy Baker      | Ray Fox              | Dodge      | 3:04:14          | 104.207                   |
| 1969 | LeeRoy Yarbrough | Junior Johnson       | Mercury    | 4:27:56          | 134.361                   |
| 1970 | Donnie Allison   | Banjo Matthews       | Ford       | 4:37:36          | 129.68                    |
| 1971 | Bobby Allison    | Holman-Moody         | Mercury    | 4:16:20          | 140.422                   |
| 1972 | Buddy Baker      | Petty                | Dodge      | 4:13:04          | 142.255                   |
| 1973 | Buddy Baker      | Nord Krauskopf       | Dodge      | 4:26:53          | 134.89                    |
| 1974 | David Pearson    | Wood Brothers        | Mercury    | 3:58:21          | 135.72                    |
| 1975 | Richard Petty    | Petty                | Dodge      | 4:07:42          | 145.327                   |
| 1976 | David Pearson    | Wood Brothers        | Mercury    | 4:22:06          | 137.352                   |
| 1977 | Richard Petty    | Petty                | Dodge      | 4:21:29          | 137.676                   |
| 1978 | Darrell Waltrip  | DiGard               | Chevrolet  | 4:20:12          | 138.355                   |
| 1979 | Darrell Waltrip  | DiGard               | Chevrolet  | 4:23:24          | 136.674                   |
| 1980 | Benny Parsons    | M. C. Anderson       | Chevrolet  | 5:01:51          | 119.265                   |
| 1981 | Bobby Allison    | Ranier-Lundy         | Buick      | 4:38:22          | 129.326                   |
| 1982 | Neil Bonnett     | Wood Brothers        | Ford       | 4:36:48          | 130.058                   |
| 1983 | Neil Bonnett     | RahMoc               | Chevrolet  | 4:15:51          | 140.707                   |
| 1984 | Bobby Allison    | DiGard               | Buick      | 4:38:34          | 129.233                   |
| 1985 | Darrell Waltrip  | Junior Johnson       | Chevrolet  | 4:13:52          | 141.807                   |
| 1986 | Dale Earnhardt   | Richard Childress    | Chevrolet  | 4:16:24          | 140.406                   |
| 1987 | Kyle Petty       | Wood Brothers        | Ford       | 4:33:48          | 131.483                   |
| 1988 | Darrell Waltrip  | Hendrick             | Chevrolet  | 4:49:15          | 124.46                    |
| 1989 | Darrell Waltrip  | Hendrick             | Chevrolet  | 4:09:52          | 144.077                   |
| 1990 | Rusty Wallace    | Blue Max             | Pontiac    | 4:21:32          | 137.65                    |
| 1991 | Davey Allison    | Yates                | Ford       | 4:19:05          | 138.951                   |
| 1992 | Dale Earnhardt   | Richard Childress    | Chevrolet  | 4:30:43          | 132.98                    |
| 1993 | Dale Earnhardt   | Richard Childress    | Chevrolet  | 4:07:25          | 145.504                   |
| 1994 | Jeff Gordon      | Hendrick             | Chevrolet  | 4:18:10          | 139.445                   |
| 1995 | Bobby Labonte    | Joe Gibbs            | Chevrolet  | 3:56:55          | 151.952                   |
| 1996 | Dale Jarrett     | Robert Yates         | Ford       | 4:03:56          | 147.581                   |
| 1997 | Jeff Gordon      | Hendrick             | Chevrolet  | 3:39:10          | 136.745                   |
| 1998 | Jeff Gordon      | Hendrick             | Chevrolet  | 4:23:53          | 136.424                   |
| 1999 | Jeff Burton      | Roush                | Ford       | 3:57:50          | 151.367                   |
| 2000 | Matt Kenseth     | Roush                | Ford       | 4:12:23          | 142.64                    |
| 2001 | Jeff Burton      | Roush                | Ford       | 4:20:40          | 138.107                   |
| 2002 | Mark Martin      | Roush                | Ford       | 4:21:23          | 137.729                   |
| 2003 | Jimmie Johnson   | Hendrick             | Chevrolet  | 3:16:50          | 126.198                   |
| 2004 | Jimmie Johnson   | Hendrick             | Chevrolet  | 4:12:10          | 142.763                   |
| 2005 | Jimmie Johnson   | Hendrick             | Chevrolet  | 5:13:52          | 114.698                   |
| 2006 | Kasey Kahne      | Evernham             | Dodge      | 4:39:25          | 128.84                    |
| 2007 | Casey Mears      | Hendrick             | Chevrolet  | 4:36:27          | 130.222                   |
| 2008 | Kasey Kahne      | Gillett Evernham     | Dodge      | 4:25:09          | 135.772                   |
| 2009 | David Reutimann  | Michael Waltrip      | Toyota     | 2:48:59          | 120.899                   |
| 2010 | Kurt Busch       | Penske               | Dodge      | 4:08:20          | 144.966                   |
| 2011 | Kevin Harvick    | Richard Childress    | Chevrolet  | 4:33:14          | 132.414                   |
| 2012 | Kasey Kahne      | Hendrick             | Chevrolet  | 3:51:14          | 155.687                   |
| 2013 | Kevin Harvick    | Richard Childress    | Chevrolet  | 4:35:49          | 130.521                   |
| 2014 | Jimmie Johnson   | Hendrick             | Chevrolet. | 4:07:27          | 145.484                   |
| 2015 | Carl Edwards     | Joe Gibbs Racing     | Toyota     | 4:03:34          | 143.803                   |
| 2016 | Martin Truex Jr. | Furniture Row Racing | Toyota     | 3:44:05          | 160.655                   |
| 2017 | Austin Dillon    | Richard Childress    | Chevrolet  | 4:19:22          | 138.8                     |
| 2018 | Kyle Busch       | Joe Gibbs Racing     | Toyota     | 4:23:22          | 136.692                   |

### Pilotos múltiplas vezes vencedores
| Vitórias | Piloto          | Coca-Cola 600/600 Milhas de Charlotte vencidas |
| -------- | --------------- | ---------------------------------------------- |
| 5        | Darrell Waltrip | 1978–1979, 1985, 1988–1989                     |
| 4        | Jimmie Johnson  | 2003–2005, 2014                                |
| 3        | Buddy Baker     | 1968, 1972–1973                                |
| 3        | David Pearson   | 1961, 1974, 1976                               |
| 3        | Bobby Allison   | 1971, 1981, 1984                               |
| 3        | Dale Earnhardt  | 1986, 1992–1993                                |
| 3        | Jeff Gordon     | 1994, 1997–1998                                |
| 3        | Kasey Kahne     | 2006, 2008, 2012                               |
| 2        | Fred Lorenzen   | 1963, 1965                                     |
| 2        | Jim Paschal     | 1964, 1967                                     |
| 2        | Richard Petty   | 1975, 1977                                     |
| 2        | Neil Bonnett    | 1982–1983                                      |
| 2        | Jeff Burton     | 1999, 2001                                     |
| 2        | Kevin Harvick   | 2011, 2013                                     |

### Equipes múltiplas vezes vencedores
| Vitórias | Equipe                       | Coca-Cola 600/600 Milhas de Charlotte vencidas          |
| -------- | ---------------------------- | ------------------------------------------------------- |
| 11       | Hendrick Motorsports         | 1988–1989, 1994, 1997–1998, 2003–2005, 2007, 2012, 2014 |
| 5        | Petty Enterprises            | 1964, 1966, 1972, 1975, 1977                            |
| 5        | Richard Childress Racing     | 1986, 1992–1993, 2011, 2013                             |
| 4        | Holman-Moody                 | 1962–1963, 1965, 1971                                   |
| 4        | Wood Brothers Racing         | 1974, 1976, 1982, 1987                                  |
| 4        | Roush Racing                 | 1999–2002                                               |
| 3        | DiGard Motorsports           | 1978–1979, 1984                                         |
| 3        | Joe Gibbs Racing             | 1995, 2015, 2018                                        |
| 2        | Junior Johnson & Associates  | 1969, 1985                                              |
| 2        | Robert Yates Racing          | 1991, 1996                                              |
| 2        | Gillett Evernham Motorsports | 2006, 2008                                              |

### Vitórias das montadoras
| Vitórias | Marcas    | Coca-Cola 600/600 Milhas de Charlotte vencidas                                                      |
| -------- | --------- | --------------------------------------------------------------------------------------------------- |
| 24       | Chevrolet | 1960, 1978–1980, 1983, 1985–1986, 1988–1989, 1992–1995, 1997–1998, 2003–2005, 2007, 2011–2014, 2017 |
| 12       | Ford      | 1962–1963, 1965, 1970, 1982, 1987, 1991, 1996, 1999–2002                                            |
| 8        | Dodge     | 1968, 1972–1973, 1975, 1977, 2006, 2008, 2010                                                       |
| 4        | Mercury   | 1969, 1971, 1974, 1976                                                                              |
| 4        | Toyota    | 2009, 2015, 2016, 2018                                                                              |
| 3        | Plymouth  | 1964, 1966–1967                                                                                     |
| 2        | Buick     | 1981, 1984                                                                                          |
| 2        | Pontiac   | 1961, 1990                                                                                          |

### Recordes das 600 milhas e corridas com outras milhagens
| Recorde                                                   | Ano                              | Data                             | Piloto                           | Marca                            | Tempo                            | Velocidade/Médias Horárias             |
| Monster Energy NASCAR Cup Series                          | Monster Energy NASCAR Cup Series | Monster Energy NASCAR Cup Series | Monster Energy NASCAR Cup Series | Monster Energy NASCAR Cup Series | Monster Energy NASCAR Cup Series | Monster Energy NASCAR Cup Series       |
| --------------------------------------------------------- | -------------------------------- | -------------------------------- | -------------------------------- | -------------------------------- | -------------------------------- | -------------------------------------- |
| Classificação                                             | 2014                             | 9 de outubro                     | Kurt Busch                       | Chevrolet                        | 27.167                           | 198,771 milhas por hora (319,891 km/h) |
| 600 Milhas de Charlotte mais rápida - 600 milhas (970 km) | 2016                             | 29 de maio                       | Martin Truex Jr.                 | Toyota                           | 3:44:05                          | 160,655 milhas por hora (258,549 km/h) |
| Corrida - 500 milhas (800 km)                             | 1999                             | 10 de outubro                    | Jeff Gordon                      | Chevrolet                        | 3:07:31                          | 160,306 milhas por hora (257,987 km/h) |
| NASCAR Xfinity Series                                     |                                  |                                  |                                  |                                  |                                  |                                        |
| Classificação                                             | 2011                             | 14 de outubro                    | Paul Menard                      | Chevrolet                        | 29.089                           | 187,735 milhas por hora (302,130 km/h) |
| Corrida - 300 milhas (480 km)                             | 1996                             | 25 de maio                       | Mark Martin                      | Ford                             | 1:55:23                          | 155,996 milhas por hora (251,051 km/h) |
| NASCAR Gander Outdoors Truck Series                       |                                  |                                  |                                  |                                  |                                  |                                        |
| Classificação                                             | 2014                             | 16 de maio                       | Kyle Busch                       | Toyota                           | 29.384                           | 183,773 milhas por hora (295,754 km/h) |
| Corrida - 200 milhas (320 km)                             | 2003                             | 16 de maio                       | Ted Musgrave                     | Dodge                            | 1:45:05                          | 114,768 milhas por hora (184,701 km/h) |
| Fonte primária:                                           |                                  |                                  |                                  |                                  |                                  |                                        |